# Persische Teppich-Gesellschaft

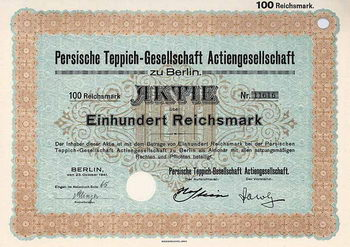
Aktie der PETAG

Die Persische Teppich-Gesellschaft (PETAG) war ein 1911 gegründetes deutsches Unternehmen zur Herstellung und dem Handel von Perserteppichen. Die Firma ist heute erloschen.

## Geschichte

Musterknüpferei der Persischen Teppichgesellschaft (Täbris)

Die PETAG wurde am 14. September 1911 in Berlin als Persische Teppich-Gesellschaft Actiengesellschaft von Heinrich Jacoby (1889–1964) gegründet. Sie errichtete Niederlassungen im nordwestpersischen Täbris, wo sie mit traditionellen Farben und Mustern qualitativ hochwertige Teppiche herstellte und eine althergebrachte Knüpf- und Färbekunst wiederbelebte. Zu diesem Zweck wurde eine moderne Fabrik eingerichtet, die über eine Wollspinnerei wie -färberei verfügte.
Aus einer Großmanufaktur in Täbris im Nordiran und auch angrenzenden Gebieten wurden handgeknüpfte Teppiche für den weltweiten Handel bezogen. Diese wurden in Europa und USA verkauft, wo viele Filialen und Vertretungen eingerichtet wurden. Vor 1918 war die PETAG einziger namhafter Direktimporteur von persischen Teppichen nach Deutschland. Entsprechend dem Geschmack und der Kultur der Abnehmerländer wurde die Produktion direkt im Ursprungsland in Auftrag gegeben und überwacht. Man ließ die Teppiche mit in Pflanzenfarben eingefärbten klassischen Vorbildern knüpfen. Diese Teppiche werden, je nach ihrer Knotendichte, mit den Namen Pertovi, Hamajun, Teimuri, Rustem und Cyrus qualifiziert. Von Heinrich Jacoby stammt das 1949 im Wasmuth-Verlag erschienenen Standardwerk ABC des echten Teppichs. Die Vielfalt des Teppichsortiments führte bisweilen dazu, dass nahezu alle Täbriz-Teppiche als „Petag-Teppiche“ bezeichnet wurden, weil diese Marke für gute Qualität bürgte.
Nach 1945 verlegte Jacoby den Betrieb nach Heidelberg und Ende 1952 nach Frankfurt am Main. 1959 ging die Gesellschaft auf die Persische Teppich-Gesellschaft KG H. Jacoby in Frankfurt über. Komplementär war Heiner Jacoby, der zuvor jahrzehntelang mit seinem Vater Heinrich als Vorstand fungierte und der in den 1960er Jahren Vorsitzender des Verbands der Deutschen Importeure orientalischer Teppiche war. Heiner Jacoby verstarb am 17. Juni 2015 im Alter von 95 Jahren.
Gelegentlich sind Teppiche der Petag im Auktionshandel zu finden.